# Pteronymia hemixanthe
Pteronymia hemixanthe är en fjärilsart som beskrevs av Felder 1865. Pteronymia hemixanthe ingår i släktet Pteronymia och familjen praktfjärilar. Inga underarter finns listade.